# Station Tamines
Station Tamines is een spoorwegstation langs spoorlijn 130 (Namen - Charleroi) in Tamines, een deelgemeente van Sambreville.
Van hier vertrokken ook spoorlijn 147 (Tamines - Fleurus - Landen) en spoorlijn 150 (Tamines - Dinant - Jemelle).
Sinds 1 maart 2024 zijn de loketten van dit station enkel in de week geopend tussen 7 en 14.15 uur.

## Treindienst
| Serie       | Treinsoort               | Route                                                                                                   | Bijzonderheden                                            |
| ----------- | ------------------------ | --- | --------------------------------------------------------- |
| IC 19       | Intercity (NMBS)         | Kortrijk – Moeskroen – Herzeeuw – Froyennes – /Doornik – Bergen – Charleroi-Centraal – Tamines – Namen  | Eerst en laatste ritten van/naar Kortrijk.                |
| IC 25       | Intercity (NMBS)         | Moeskroen – Doornik – Bergen – Charleroi-Centraal – Tamines – Namen – Luik-Guillemins – Herstal – Liers | Rijdt in het weekend tussen Moeskroen en Liers.           |
| S 61        | S-trein Charleroi (NMBS) | Waver – Charleroi-Centraal – Tamines – Jambes                                                           | Rijdt in de week 2×/u tussen Jambes - Charleroi-Centraal. |
| P 7690/8690 | Piekuurtrein (NMBS)      | [ Tamines – ] Jemeppe-sur-Sambre – Gembloers                                                            | Een trein vanaf Tamines.                                  |
| P 7720/8720 | Piekuurtrein (NMBS)      | Jemeppe-sur-Sambre – Tamines – Charleroi-Centraal – Brussel-Zuid – Schaarbeek                           | Rijdt alleen op werkdagen.                                |
| P 7780/8780 | Piekuurtrein (NMBS)      | Charleroi-Centraal – Tamines – Namen – Jambes                                                           | Rijdt alleen op werkdagen. Een trein tot Jambes.          |

## Galerij

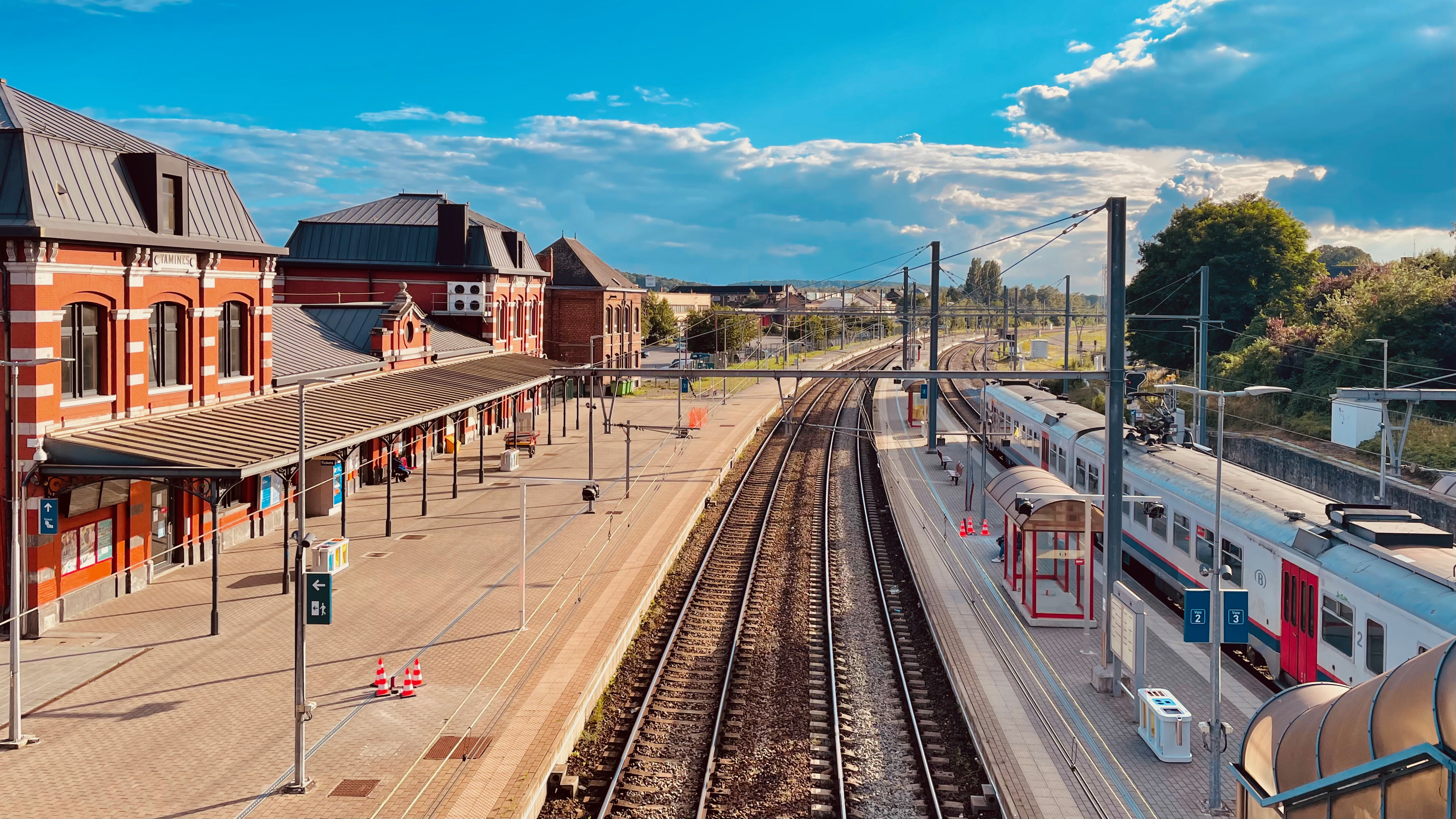
Zicht op het station
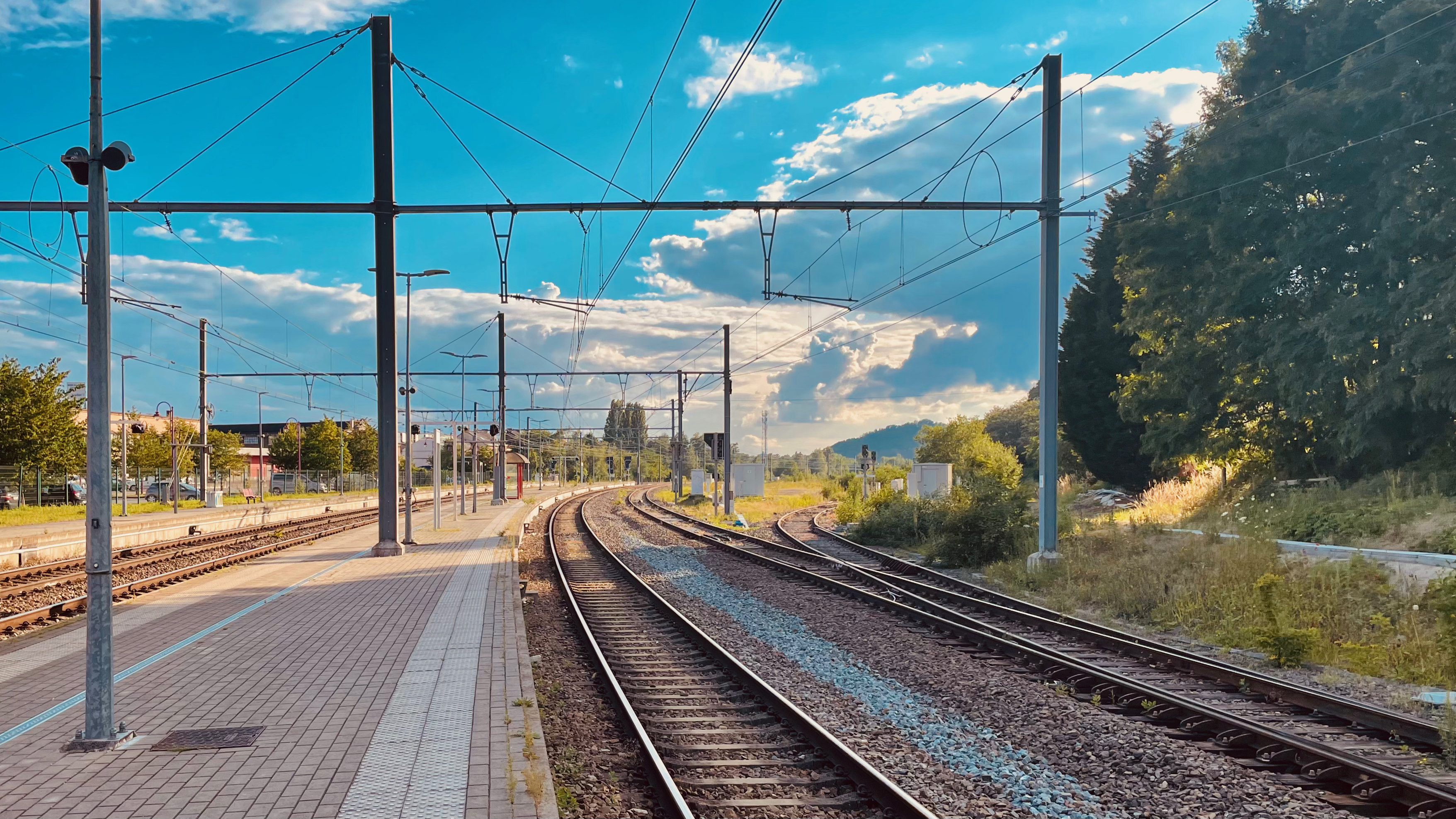
De sporen richting Charleroi
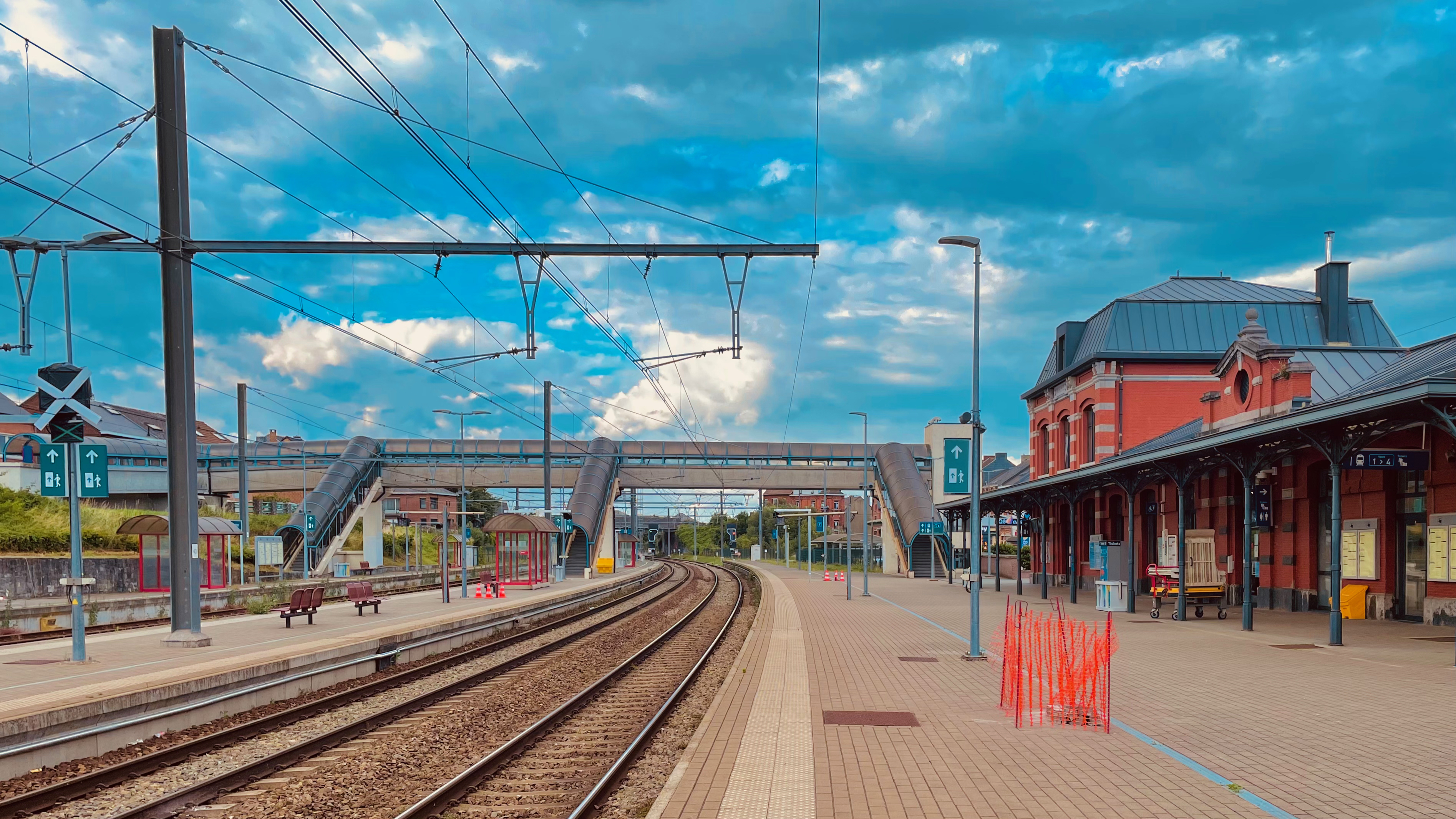
Het perron in Tamines
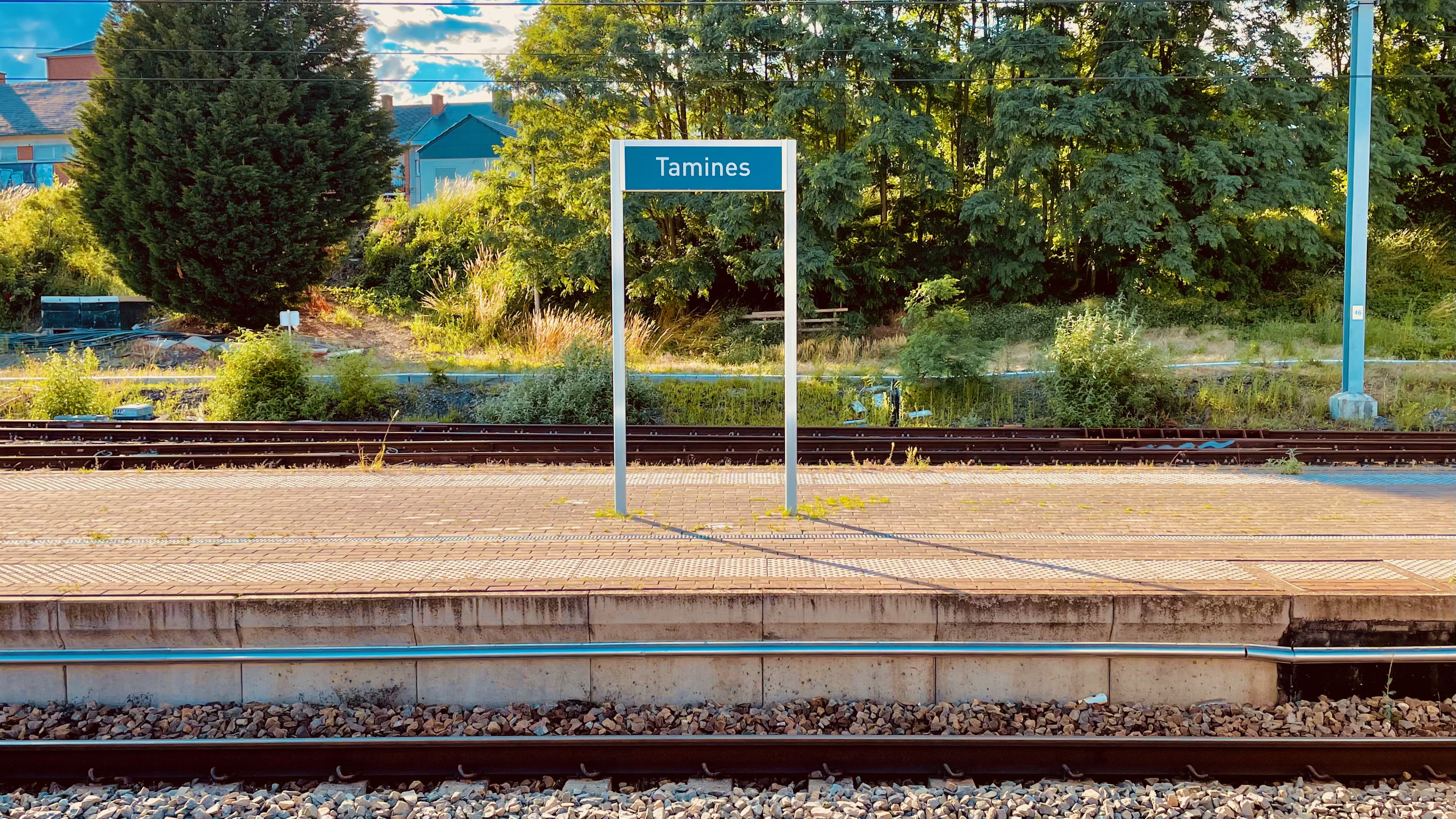
Plaatsnaambord
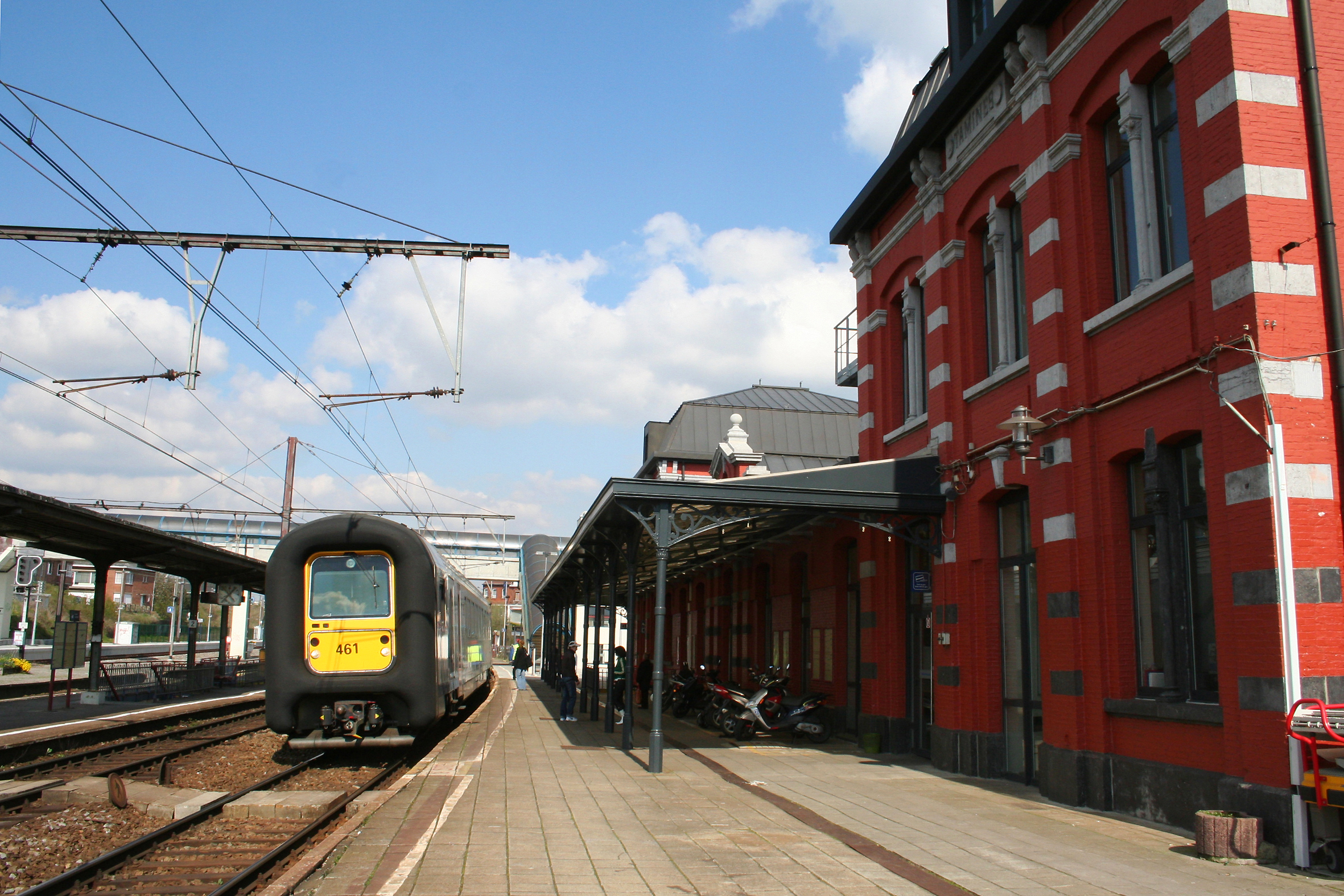
stationsgebouw en spoor 1
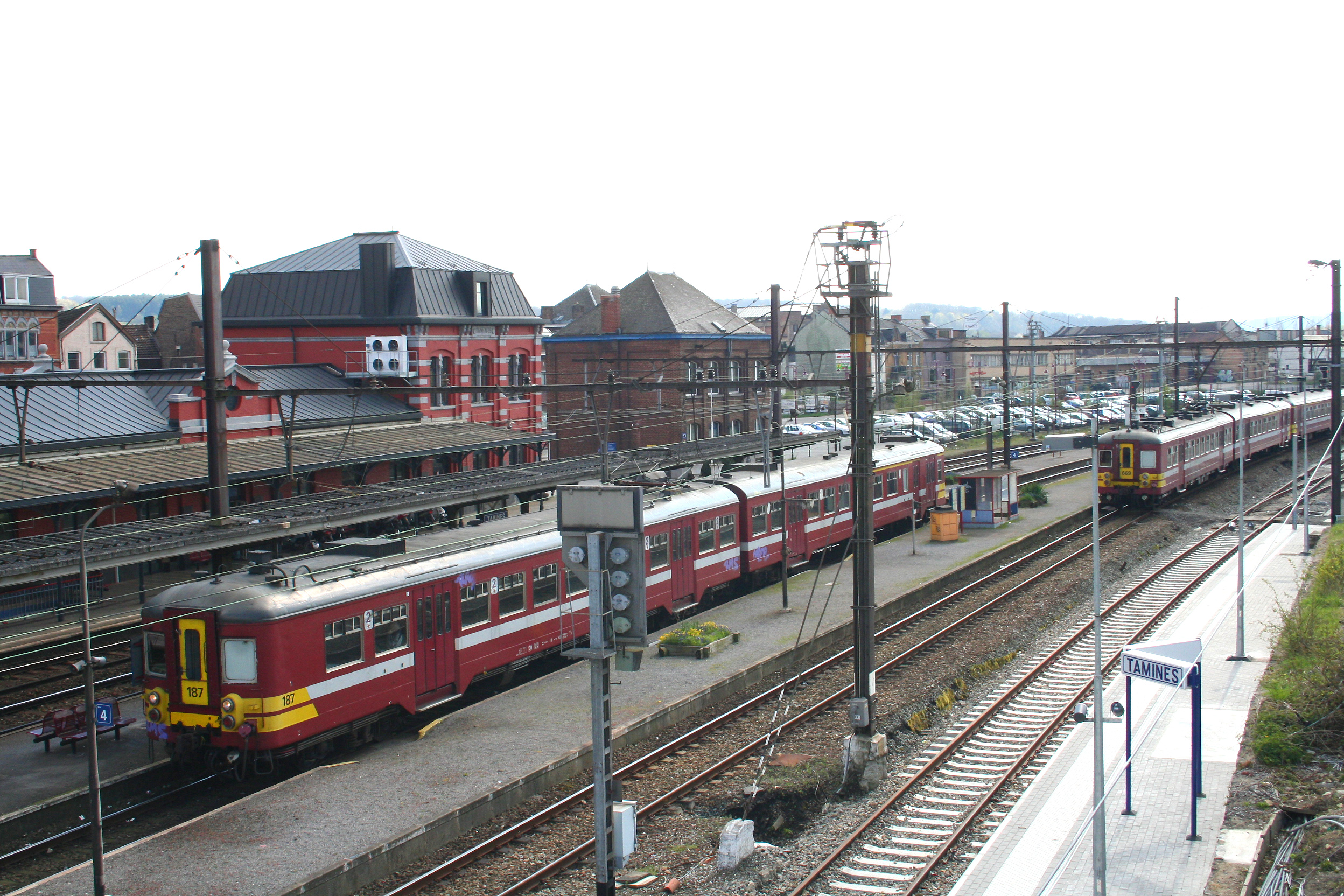
stationsgebouw en perrons

## Reizigerstellingen
De grafiek en tabel geven het gemiddeld aantal instappende reizigers weer op een week-, zater- en zondag.
| Tabel: aantal instappende reizigers station Tamines | Tabel: aantal instappende reizigers station Tamines | Tabel: aantal instappende reizigers station Tamines | Tabel: aantal instappende reizigers station Tamines |
|                                                     | Weekdag                                             | Zaterdag                                            | Zondag                                              |
| --------------------------------------------------- | --------------------------------------------------- | --------------------------------------------------- | --------------------------------------------------- |
| 1977                                                | 2 054                                               | 571                                                 | 456                                                 |
| 1978                                                | 2 502                                               | 550                                                 | 522                                                 |
| 1979                                                | 1 914                                               | 25                                                  | 444                                                 |
| 1980                                                | 2 015                                               | 489                                                 | 471                                                 |
| 1981                                                | 1 863                                               | 594                                                 | 492                                                 |
| 1982                                                | 1 842                                               | 568                                                 | 476                                                 |
| 1983                                                | 1 808                                               | 443                                                 | 376                                                 |
| 1984                                                | 1 911                                               | 482                                                 | 379                                                 |
| 1985                                                | 1 854                                               | 483                                                 | 334                                                 |
| 1986                                                | 1 962                                               | 455                                                 | 342                                                 |
| 1987                                                | 1 892                                               | 466                                                 | 482                                                 |
| 1988                                                | 2 147                                               | 336                                                 | 425                                                 |
| 1989                                                | 2 100                                               | 583                                                 | 404                                                 |
| 1990                                                | 2 197                                               | 716                                                 | 628                                                 |
| 1991                                                | 2 413                                               | 849                                                 | 695                                                 |
| 1992                                                | 2 375                                               | 657                                                 | 554                                                 |
| 1993                                                | 2 260                                               | 516                                                 | 380                                                 |
| 1994                                                | 2 371                                               | 525                                                 | 494                                                 |
| 1995                                                | 1 900                                               | 408                                                 | 362                                                 |
| 1996                                                | 1 290                                               | 341                                                 | 269                                                 |
| 1997                                                | 1 841                                               | 444                                                 | 370                                                 |
| 1998                                                | 1 433                                               | 480                                                 | 264                                                 |
| 1999                                                | 1 899                                               | 310                                                 | 237                                                 |
| 2000                                                | 1 560                                               | 398                                                 | 298                                                 |
| 2001                                                | 2 004                                               | 326                                                 | 310                                                 |
| 2002                                                | 2 049                                               | 328                                                 | 260                                                 |
| 2003                                                | 1 599                                               | 407                                                 | 304                                                 |
| 2004                                                | 1 880                                               | 374                                                 | 279                                                 |
| 2005                                                | 2 156                                               | 506                                                 | 430                                                 |
| 2006                                                | 2 038                                               | 404                                                 | 368                                                 |
| 2007                                                | 1 751                                               | 443                                                 | 360                                                 |
| 2008                                                | -                                                   | -                                                   | -                                                   |
| 2009                                                | 2 220                                               | 536                                                 | 451                                                 |
| 2010                                                | -                                                   | -                                                   | -                                                   |
| 2011                                                | -                                                   | -                                                   | -                                                   |
| 2012                                                | 1 572                                               | 433                                                 | 466                                                 |
| 2013                                                | 1 780                                               | 439                                                 | 426                                                 |
| 2014                                                | 1 891                                               | 557                                                 | 414                                                 |
| 2015                                                | 1 519                                               | 357                                                 | 297                                                 |
| 2016                                                | 1 403                                               | 478                                                 | 398                                                 |
| 2017                                                | 1 347                                               | 532                                                 | 392                                                 |
| 2018                                                | 1 465                                               | 454                                                 | 377                                                 |
| 2019                                                | 1 606                                               | 364                                                 | 365                                                 |
| 2020                                                | 1 151                                               | 595                                                 | 559                                                 |
| 2021                                                | -                                                   | -                                                   | -                                                   |
| 2022                                                | 1 500                                               | 475                                                 | 371                                                 |
| 2023                                                | 1 698                                               | 519                                                 | 352                                                 |
| 2024                                                | 1 700                                               | 591                                                 | 548                                                 |

0,0: Namen ·
3,2: Ronet ·
4,8: Flawinne ·
8,6: Floreffe ·
10,9: Franière ·
13,5: Mornimont ·
14,4: Moustier ·
16,2: Ham-sur-Sambre ·
16,7: Jemeppe-sur-Sambre ·
19,3: Auvelais ·
21,4: Tamines ·
23,7: Aiseau ·
25,5: Tergnée ·
26,4: Farciennes ·
27,5: Le Campinaire ·
28,6: Pont-de-Loup ·
29,8: Châtelet ·
32,6: Couillet-Montignies ·
33,9: Couillet ·
36,6: Charleroi-Central
0,0: Landen ·
3,8: Racour ·
6,1: Lincent ·
8,3: Maret ·
10,2: Orp ·
13,0: Jauche ·
16,5: Autre-Eglise ·
18,6: Ramillies ·
21,6: Petit-Rosière ·
25,3: Perwez ·
30,7: Grand-Leez-Thorembais ·
33,0: Sauvenière ·
36,3: Gembloers ·
38,6: Penteville ·
41,2: Corroy-le-Château ·
44,9: Sombreffe ·
47,5: Ligny Sud ·
51,7: Fleurus ·
54,6: Lambusart ·
57,1: Moignelée ·
Tamines-Alloux ·
60,5: Tamines
0,0: Tamines ·
2,7: Falisolle ·
5,6: Aisemont ·
10,5: Fosses-la-Ville ·
13,3: Bambois ·
17,4: Saint-Gérard ·
20,7: Mettet ·
24,3: Furneaux ·
25,3: Ermeton-sur-Biert ·
28,2: Maredret ·
29,8: Denée-Maredsous ·
31,3: Sosoye ·
32,8: Falaën ·
35,1: Haut-le-Wastia ·
37,4: Warnant ·
40,3: Anhée ·
41,4: Anhée-Jonction ·
Bouvignes-sur-Meuse ·
Dinant ·
Neffe ·
Anseremme ·
Walzin ·
Gendron-Celles ·
Château d'Ardenne ·
0,0: Houyet ·
3,7: Hour-Havenne ·
5,1: Wanlin ·
8,2: Vignée ·
11,1: Villers-sur-Lesse ·
15,3: Eprave ·
19,3: Rochefort ·
23,1: Jemelle